# Кристол, Ирвинг
Ирвинг Кристол (англ. Irving Kristol, 22 января 1920, Бруклин, штат Нью-Йорк — 18 сентября 2009, Арлингтон, штат Виргиния) — американский колумнист, журналист и писатель. Его называют иногда одним из основателей неоконсерватизма. Являясь основателем, спонсором и редактором большого числа журналов, он играл влиятельную роль в развитии интеллектуальной и политической культуры 2-й половины XX века.

## Биография
Кристол родился в Бруклине, в Нью-Йорке, в семье ортодоксальных евреев, выходцев из Восточной Европы. В Сити Колледже Нью-Йорка, который он закончил в 1940 году, он в основном изучал историю и состоял в студенческом кружке троцкистов. Впоследствии этот кружок послужил основой для формирования влиятельной в США группы левых — «Нью-Йоркские интеллектуалы». Во время Второй мировой войны он был солдатом 12-й бронетанковой дивизии.
Жена (с 1942) — Гертруда Химмельфарб, историк. Сын Уильям, политолог. Дочь Элизабет.

## Идеи и теории
В 1973 году Майкл Харрингтон предложил термин «неоконсерватизм» для описания идей либеральных интеллектуалов и политических философов, которые отказывались от принадлежности к доминирующему в тот период времени политическому направлению внутри Демократической партии в пользу новой формы консерватизма. По предположению Харрингтона, данный термин должен был иметь уничижительную окраску, но был, как ни странно, использован Кристолом, как удачное описание идей и политических курсов, предлагаемых во влиятельном американском журнале The Public Interest.
В отличие от либералов, неоконсерваторы отвергали идею больших социальных программ, реализованную Линдоном Джонсоном. В отличие от обычных консерваторов они поддерживали в ограниченной форме идеи государства всеобщего благосостояния, предложенные Ф. Рузвельтом.
В феврале 1979 года фотография Кристола была помещена на обложке журнала Esquire. В заголовке значилось: «основатель наиболее влиятельной политической силы в Америке — Неоконсерватизма». Этот год также примечателен публикацией книги Неоконсерваторы: люди, которые изменили американскую политику (The Neoconservatives: The Men Who Are Changing America’s Politics). Также как Харрингтон, автор книги Питер Стейнфелс был критиком неоконсерватизма, но был впечатлен их растущим политическим и интеллектуальным влиянием. Ответ Кристола вышел под заголовком «Исповеди настоящего, самоопределённого — возможно единственного — неоконсерватора» «Confessions of a True, Self-Confessed — Perhaps the Only — 'Neoconservative'».
Неоконсерватизм, как утверждал Кристол, не идеология, а «система взглядов», не перечень принципов и аксиом, а, скорее, образ мышления. В одном из своих самых известных высказываний Кристол определил неоконсерваторов как «либералов, вернувшихся из мира грез к реальности». Эти идеи лежат в основе неоконсервативной философии по сей день.
Реальность же, по Кристолу, сложна. Выдвигая достоинства «экономики предложения» (supply-side economics), в качестве основы для экономического роста как 'sine qua non' (необходимое условие) сохранения современной демократии", он также настаивал, что любая экономическая философия нуждается в расширении «политической философией, моральной философией и даже религиозной мыслью», которые являются даже более 'sine qua non' для современной демократии.
В одной из ранних книг, «Две благодарности капитализму» (Two Cheers for Capitalism), он заявляет, что капитализм (или точнее — буржуазный капитализм) заслуживает двух благодарностей. Во-первых, за то, что «капитализм работает, в достаточно простом, вполне материальном смысле этого слова», улучшая условия жизни людей. Во-вторых, за то, что он «по духу близок к личной свободе». Кристол утверждает, что это немалые достижения, и только капитализм доказал, что способен их обеспечить. Однако, капитализм также налагает огромное «психическое бремя» на индивида и общественный порядок, поскольку не отвечает «экзистенциальным» человеческим потребностям, он создаёт «духовную неудовлетворённость», которая угрожает легитимности общественного порядка. Среди прочего, именно этот отказ от возможной третьей похвалы является отличительной чертой неоконсерватизма, как его понимал Кристол.

### Книги
- On the Democratic Idea in America, New York: Harper, 1972 (ISBN 0-06-012467-9).
- Two Cheers for Capitalism, 1978 (ISBN 0-465-08803-1)
- Reflections of a Neoconservative: Looking Back, Looking Ahead, 1983 (ISBN 0-465-06872-3)
- Neoconservatism: The Autobiography of an Idea, 1995 (ISBN 0-02-874021-1)
- Ирвинг Кристол В конце II тысячелетия. Размышления о западной цивилизации. Статьи 1970-х — 1990-х годов. — М.: ТОО «Полиграф», 1996. — 209 с.

### Статьи
- American Conservatism 1945—1995, by Irving Kristol
- On The Political Stupidity of the Jews, by Irving Kristol
- The Neoconservative Persuasion, by Irving Kristol